# Cadamstown
Cadamstown, autrefois Ballymacadam (en irlandais : Baile Mhic Ádaim (la ville de MacAdam)) est un petit village dans le comté d'Offaly, en Irlande. 

## Vue d'ensemble
La localité se trouve sur la R421, juste au nord des Slieve Bloom Mountains, à environ  20 km de Tullamore et 6 km de Kinnitty.
Le village est traversé par la gorge de la Silver River, elle-même traversée par la R421, la rue principale du village.
Le village s'est principalement construit le long de la grande rue, est centré sur le pont et possède une église en plus de sa vingtaine de maisons abritant une population approximative de 60 habitants.
Le moulin se trouve à l'ouest et le pont d'Ardara, en maçonnerie, protégé par l'état, se situe au nord.

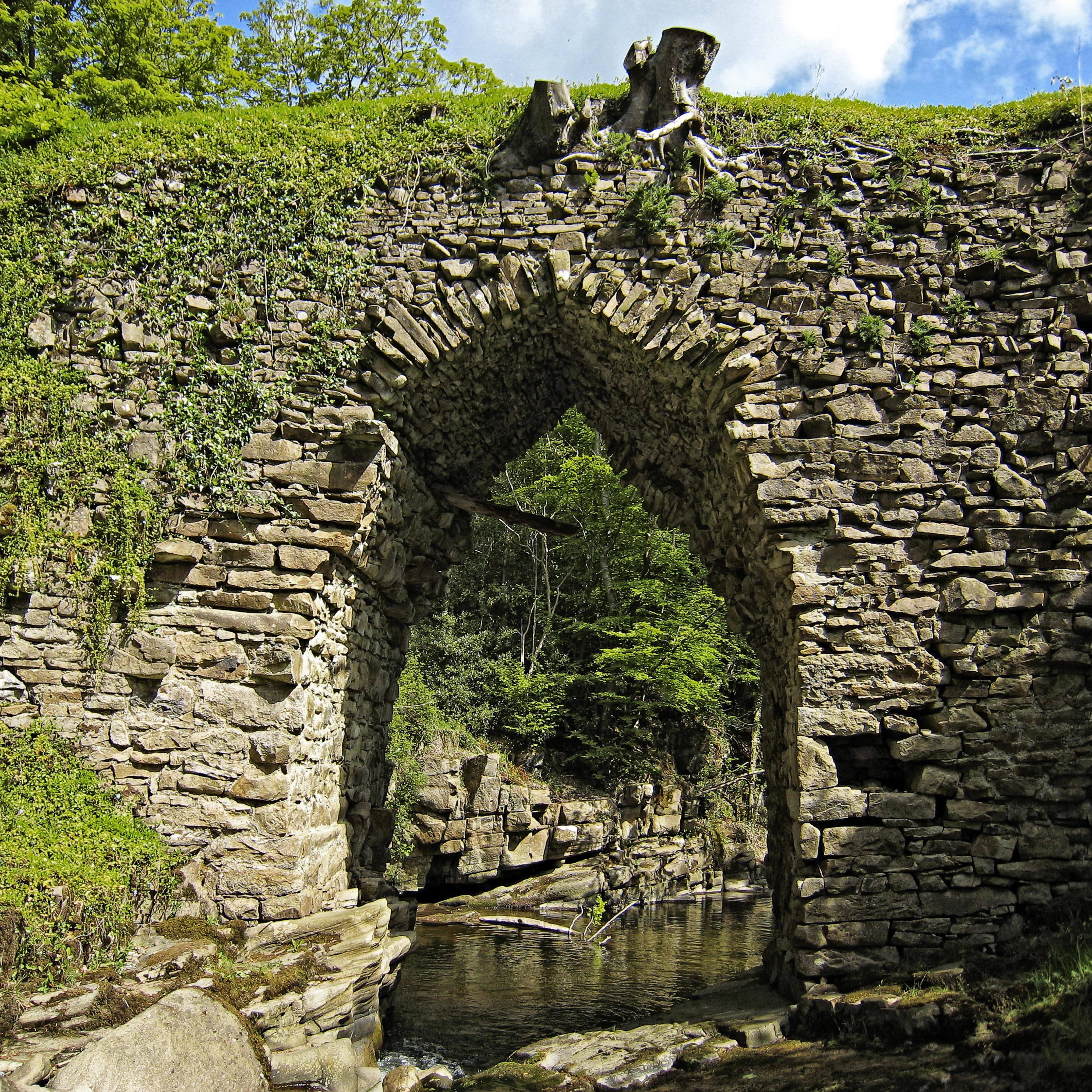
Le pont sur la Silver River.
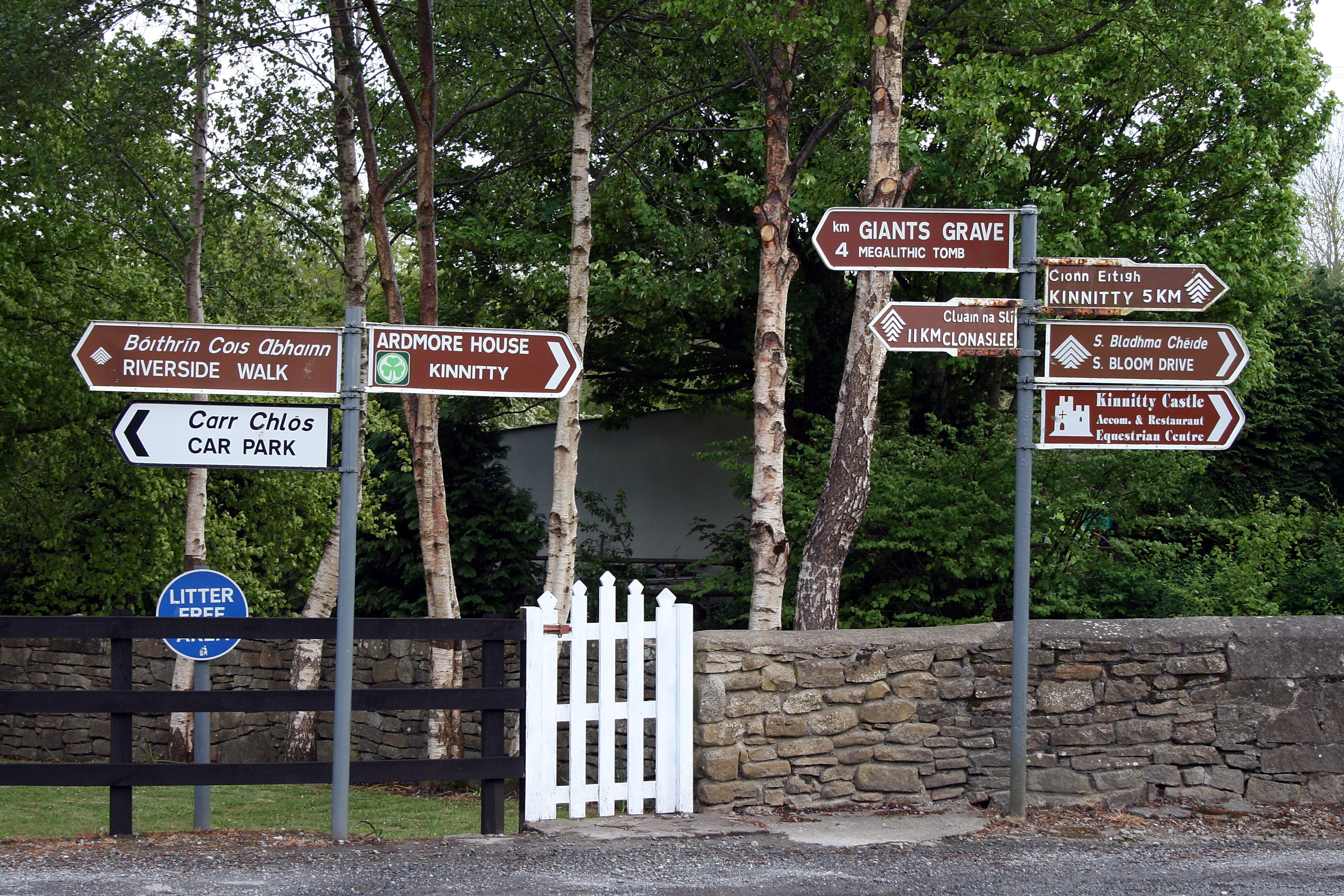
Signalisation du patrimoine.
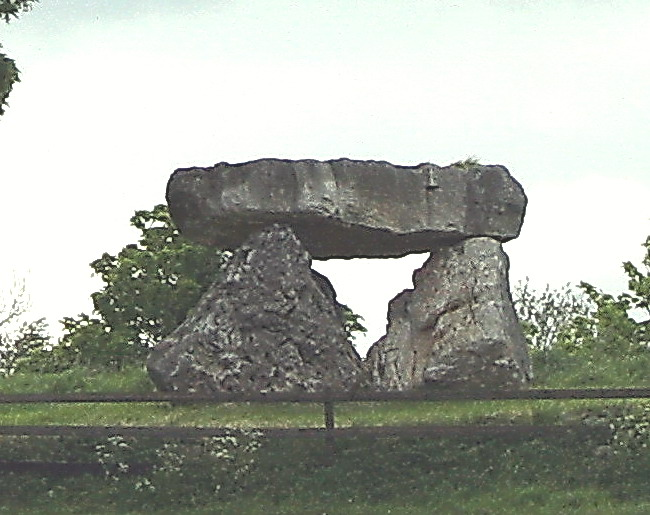
Réplique de Mégalithe à Cadamstown.